# School van Sint-Idesbald
De School van Sint-Idesbald is een groepering van kunstenaars die in dezelfde periode in dezelfde buurt (Sint-Idesbald in Koksijde) leefden en elkaar goed kenden. Het is niet echt een "school" in de kunsthistorische zin, zoals bijvoorbeeld de Latemse school; het was veeleer een groep bevriende kunstenaars, veelal uit het Franstalige Brussels milieu. 

## Geschiedenis
Het begon in 1932 toen George Grard in het toen nog jonge badplaatsje Sint-Idesbald kwam wonen. Hij deed dat omdat zijn zoon aan astma leed en hij de gezonde zeelucht wilde opzoeken.

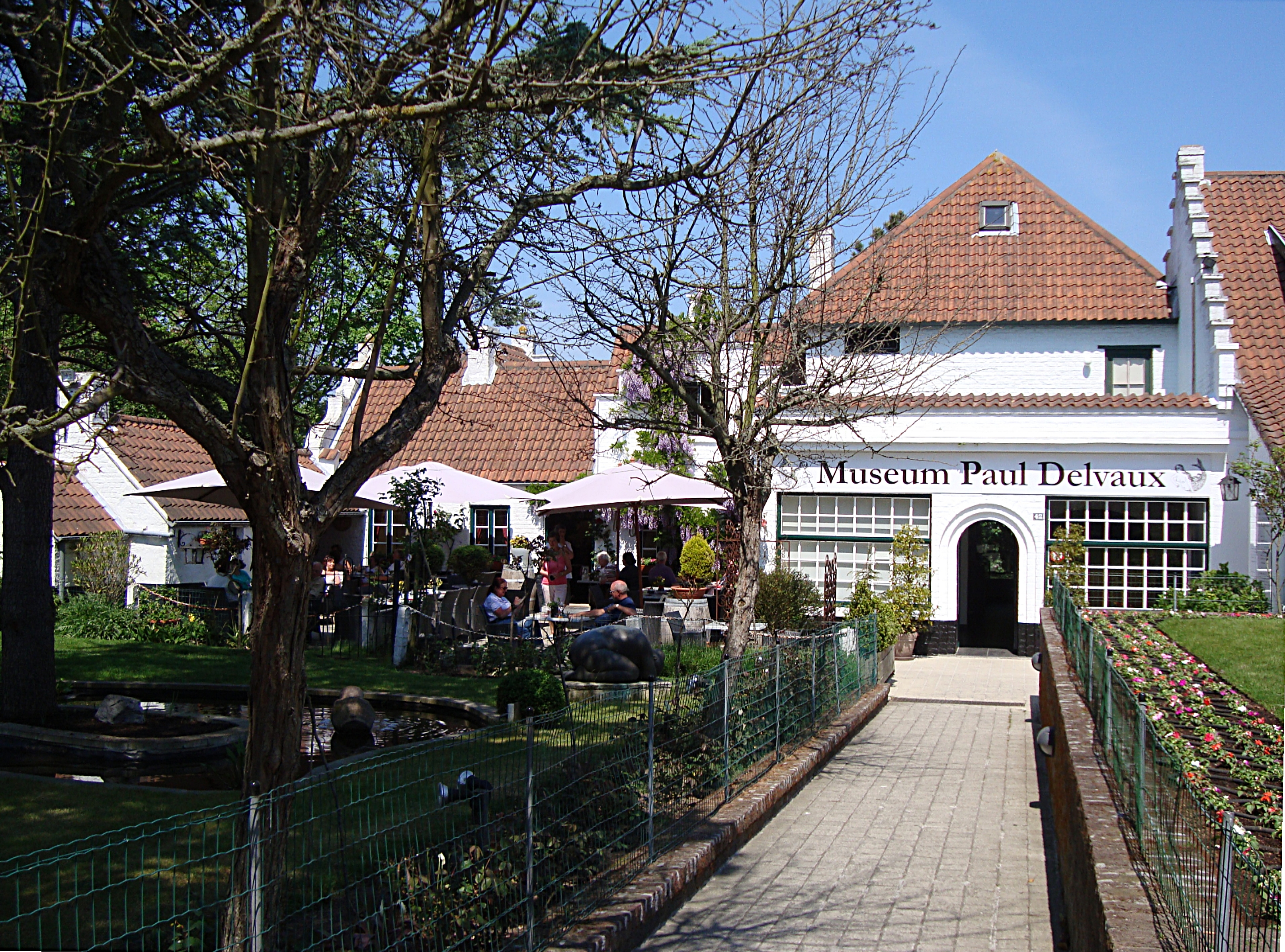
Paul Delvaux Museum

De aanwezigheid van Grard lokte al snel andere kunstenaars naar Sint-Idesbald. Velen onder hen hadden een opleiding genoten aan de Brusselse Academie voor Schone Kunsten of aan "La Cambre". Paul Delvaux kwam een tijd bij hem logeren, in zijn zwarte periode. Als dank voor zijn gastvrijheid (beide kunstenaars bezaten geen rooie duit) schilderde Delvaux twee zeemeerminnen op de gevel van het vissershuisje van Grard, deze zijn er inmiddels door de zon verbleekt tot vage schimmen.
Later kwam Delvaux er vast wonen. Het "Paul Delvaux Museum" in Sint-Idesbald is daar nog getuige van.
Zonder een echte school te zijn werkt ieder in zijn eigen hoekje. De school was meer een gemeenschappelijke manier van denken, een manier van leven, een visie tegenover de kunst. Het dorpje werd de ontmoetingsplaats van kunstenaars als Pierre Caille, Serge Creuz, Albert Dasnoy, Paul Delvaux,Edgard Tytgat, Paul Haesaerts . Belangrijke kunstenaressen en modellen voor deze artiesten waren Georgette Dufour en Isette Gabriels.
Vele kunstenaars volgden, omwille van het mooie licht dat er te vinden was. Zo onder meer José Van Gucht die zijn atelier inrichtte in een oude bunker uit de Tweede Wereldoorlog. Dichter Eddy van Vliet en Maurice Roelantszijn nog enkele andere namen.

## De Eerste school van Sint Idesbald
In zekere zin kunnen we stellen dat de school die Grard zelf poneert, reeds de tweede school van Sint Idesbald is. Reeds rond de eeuwwisseling kwamen gevierde kunstenaars naar Sint Idesbald, toen nog Zeepanne-baden geheten. Zo verbleven hier onder meer Constantin Meunier, Julien Dillens, Jef Lambeaux, Jan Poot. Ook leden van de eerste Latemse school kwamen er op vakantie: Karel van de Woestijne verbleef er in villa Annekesnest, maar ook Valerius de Saedeleer kwam er langs. 
Schrijvers vonden ook hun weg naar het kunstenaarsoord: Herman Teirlinck bouwde er in 1929 zijn modernistische villa "Zon en Anker" ontworpen door Victor Bourgeois. Ook Willem Elsschot liet hier in 1928 een duinenvilla bouwen, waar vele gebeurtenissen in het boek Tsjip over getuigen. De Franse schrijver Maurice Renard verbleef er ook even.

## Na de tweede school
Al de volgende kunstenaars verbleven een poosje in het kunstenaarsdorp, hadden er hun atelier, hun vast- of buitenverblijf; velen onder hen hadden er hun vaste afspraak met elkaar:
Taf Wallet, Walter Vilain, Robert Steyaert, Serge Creuz, Albert Dasnoy, Maurice Renard, René Degraeve, Jan van Looy, Begga d'Haese. In de jaren 60 kwam Tony Sintides, ook wel Tony Simon-Wolfskehl, een leerlinge van Walter Gropius aan het Bauhaus instituut, en schrijfster van "Zondagskinderen" er zich vestigen.